# リチャード・ディーン (レジサイド)

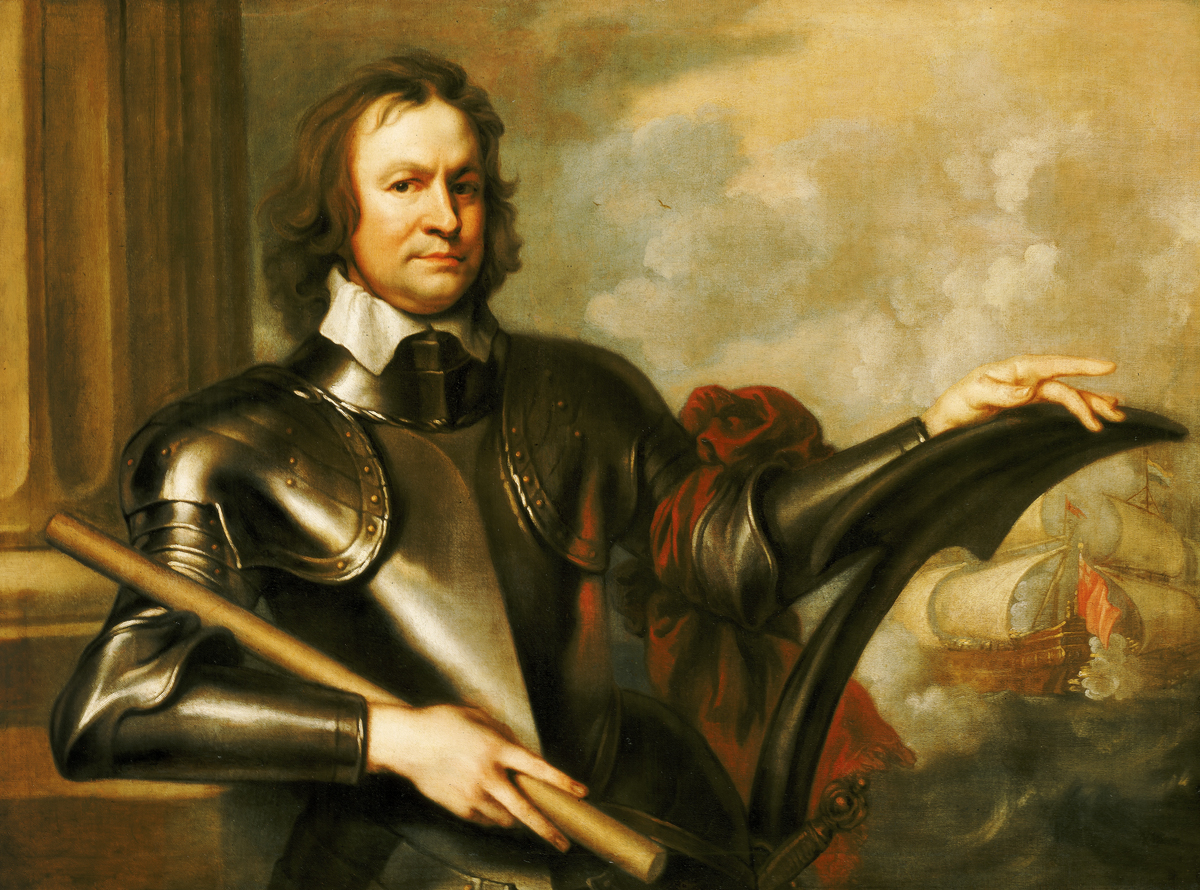
リチャード・ディーン（ロバート・ウォーカー画、1653年頃）

リチャード・ディーン（英：Richard Deane, 1610年7月8日（洗礼日） - 1653年6月2日）は、清教徒革命（イングランド内戦）期のイングランド王国およびイングランド共和国の軍人。議会派の支持者であり、陸軍で砲兵隊を指揮、海軍司令官（ゼネラル・アット・シー）にもなった。イングランド王チャールズ1世の死刑執行令状に署名した人物（レジサイド）の1人でもある。

## 生涯
エドワード・ディーンの息子として誕生、1610年7月8日にグロスタシャーのギティング（ガイティング）寺院で受洗。一家は熱心なピューリタンであり、イングランド内戦中はオリバー・クロムウェルの支持者だったバッキンガムシャーの多くの家族と関係があったとされる。また、1628年にロンドン市長を務めた同名のリチャード・ディーンは叔父あるいは大叔父といわれる。
初期の経歴は不明だが、船に乗り訓練を受けたと推測される。第一次イングランド内戦勃発時は議会派へ砲兵隊指揮官として参戦、麾下の部隊は軍の勤務を重ね注目されていった。
1644年、エセックス伯ロバート・デヴァルーの下で砲兵隊を指揮したが、ロストウィシエルの戦いで敗れて9月2日に王党派へ降伏した。エセックス伯はフィリップ・ステイプルトン卿へ送った手紙でディーンを「正直で賢明で勇敢な男」と書き、王党派のエドワード・ハイドからも「大胆で優れた将校」と高く評価されたディーンは降伏に関与した数少ない将校の1人となり、軍がニューモデル軍へと再編成された時は士官として編入、引き続き軍に勤務した。
監査役に任命された後、1645年6月14日のネイズビーの戦い、戦後に進められた司令官トーマス・フェアファクスのイングランド西部征服活動で砲兵隊を指揮した。また同年5月にクロムウェルが長期議会からアイルランド軍の将軍に任命されると、クロムウェルから砲兵中尉に任命され忠実に仕えた。1648年に第二次イングランド内戦が起こるとクロムウェルと共にウェールズへ遠征、プレストンの戦いで右翼を指揮して勝利に貢献した。
同年の軍のロンドン占領、12月6日にプライドのパージが起こった後、翌日の7日に略奪を取り締まり、庶民院議長ウィリアム・レントホール、トマス・ウィドリントンと共に王国の未来に関する結論を相談しに向かうクロムウェルに同行した。またチャールズ1世の裁判で判事を務め、死刑執行令状に署名した。
1649年2月、ロバート・ブレイク、エドワード・ポパムと共にランプ議会から海軍司令官に抜擢、陸軍大佐のままでゼネラル・アット・シーの称号を与えられ艦隊の指揮を執った。ディーンの抜擢には本人の指揮能力の高さが買われたが、彼がジェントリ出身かつピューリタンであることも理由だったとされる。以後は活動を海軍へ移し、ブレイク、ポパム、ウィリアム・ペンらと地中海などで王党派の艦隊を率いるカンバーランド公ルパートの追跡に当たったが、1651年に海軍活動を中断され、少将として陸軍に戻され第三次イングランド内戦におけるウスターの戦いに参戦した。戦後スコットランドとイングランド共和国の和睦、続く合同令の委員会会長となり、陸軍と海軍の最高司令官にも選ばれた。
同年に死亡したポパムの後を継いでジョージ・マンクが就任すると、ゼネラル・アット・シーとして1652年に海軍へ戻った。同年にブレイクおよびマンクと連署で艦隊戦術準則を制定、単縦陣を用いた艦隊戦術を編み出す、英蘭戦争（第一次英蘭戦争）中の1653年2月のポートランド沖海戦でブレイクと共に指揮を執り、艦隊改造と海軍改革にも尽力した。
6月2日、ガッバードの海戦における初戦で戦死した。遺体は初めグリニッジで、次いでウェストミンスター寺院のヘンリー7世礼拝堂で国葬が行われ埋葬されたが、王政復古で墓から暴かれた。